# Andreas Ziekenhuis

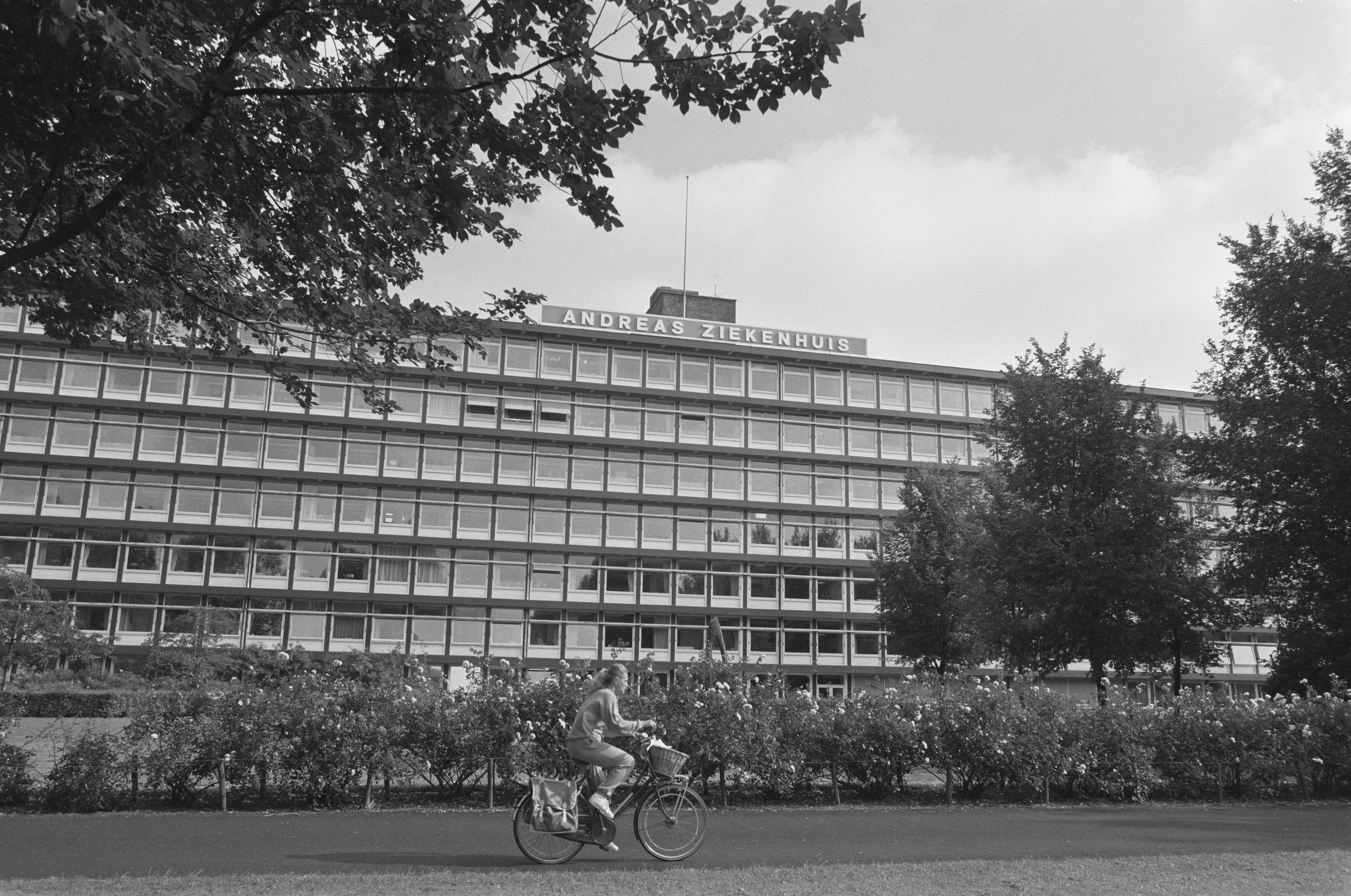
Het Andreasziekenhuis in 1988

Het Andreas Ziekenhuis was van 1970 tot 2004 een ziekenhuis in Amsterdam Nieuw-West.
Het ziekenhuis werd gebouwd ter vervanging van het oude Nederlands Hervormd Diaconessen Ziekenhuis / Inrichting aan de Overtoom in Amsterdam-West. Het gebouw lag op de tekentafel toen er in Amsterdam op ziekenhuisgebied een overdaad aan nieuwbouw was. Het Ziekenhuis Amsterdam-Noord was bijna voltooid net als het VU Ziekenhuis in Buitenveldert. In Zuid was men nog bezig met de Pieter van Foreestkliniek en er waren ook al plannen voor het Slotervaartziekenhuis. De bestektekening was in januari 1964 klaar, maar de eerste heipaal ging pas een jaar later de grond in.
Voor het ziekenhuis van circa 325 bedden werd een bedrag uitgetrokken van 27 miljoen gulden (gebouw en inventaris); het zou het modernste ziekenhuis van de stad worden. Het ontwerp kwam van Architectenbureau Duintjer en Istha, projectarchitect was Dingenis Jacob Istha (1918-2006), gespecialiseerd in ziekenhuisontwerpen. De geplande oplevering was in 1969, maar in april van dat jaar ging alleen de crèche voor kinderen van het verplegend personeel open. Een maand later werden de eerste patiënten overgebracht, maar er werd wel geconstateerd dat slechts de helft van het "beddenhuis" klaar was. Na een aantal maanden proefdraaien werd het ziekenhuis op 5 juni 1970 geopend, de kosten waren opgelopen tot 34 miljoen gulden.
Het ziekenhuis kreeg vrijwel direct te maken met klachten met betrekking tot de bereikbaarheid. Met de auto was het redelijk goed te bereiken maar met het openbaar vervoer waren de loopafstanden te groot, was de opinie. Desalniettemin bleek het hospitaal te klein en er moesten ongeplande uitbreidingen plaatsvinden. In 1978 volgden een apotheek, een polikliniek en een afdeling intensive care. In 1984 kreeg het een nieuw kunstniercentrum omdat dat centrum in het Wilhelmina Gasthuis haar deuren sloot.
In tegenstelling tot de ongebreidelde uitbreidingen in de jaren zestig kwam aan het eind van de jaren tachtig aan het licht dat Amsterdam te veel ziekenhuisbedden zou hebben. Dit leidde in 1990 tot een bestuurscrisis in het Andreas, waarbij het bestuur op een fusie aanstuurde met het Slotervaartziekenhuis, de medici zagen liever een fusie met het Sint Lucas Ziekenhuis aan de Jan Tooropstraat. Er gingen vijf jaar verloren aan onderhandelingen, waarbij uiteindelijk werd gekozen voor een fusie met het laatste en wel op 1 januari 1996.
Het Lucas bleek moderner te zijn en overschaduwde het Andreas steeds meer. In de loop der jaren verhuisden steeds meer afdelingen daarheen. Op het eind diende het Andreas alleen nog als een soort verpleegafdeling, waarvan patiënten voor operaties naar het Lucas of het Onze Lieve Vrouwe Gasthuis werden gereden en weer terug voor de verdere behandeling. Toen de renovatie van het Sint Lucas Andreas Ziekenhuis was voltooid werd het Andreas, inclusief de kapel, in 2004 gesloten. Er werd nog even gedacht om het gebouw te bestemmen voor een kunstenaarscentrum, maar in 2005 ging het onder de sloophamer.
Op het terrein kwam woningbouw, met de naam Andreas Ensemble. De naam van het ziekenhuis was onder meer een verwijzing naar de Amsterdamse Andreaskruizen maar ook naar de protestants-christelijke achtergrond (in latere jaren was er tevens een moskee gevestigd). Deze leeft voor in de naam van het centraal gelegen Andreasplein in die buurt.